# Хаммонд, Ричард
Ри́чард Марк Ха́ммонд (англ. Richard Mark Hammond; род. 19 декабря 1969 года, Бирмингем, Великобритания) — английский телеведущий, наиболее известен по телепередачам «Top Gear», «Невидимые миры Ричарда Хаммонда», «Мозголомы: насилие над наукой» и «The Grand Tour». Ведёт еженедельную колонку в разделе «Автомобили» журнала «The Daily Mirror», публикуемую по пятницам.

## Биография
Ричард Хаммонд родом из Ширли, в середине 1980-х годов он переехал со своей семьёй (мать Эйлин, отец Алан, братья Эндрю и Николас) в город-ярмарку Рипон в Северном Йоркшире, где его отец владел нотариальной конторой на рыночной площади. Будучи изначально учеником школы Солихол, он перешёл в школу грамоты в Рипоне, а с 1987 по 1989 годы посещал колледж в Харрогите, пройдя обучение по фотографии и телевидению. После окончания колледжа, он работал на нескольких радиостанциях, в том числе радио Кливленд, Радио-Йорк, Радио Кумбрия, Радио Лидс, Ньюкасл Радио и Радио Ланкашир, перед прослушиванием на Top Gear.
Ричард Хаммонд владеет несколькими автомобилями, в том числе, Dodge Charger, Shelby Mustang GT390, Chevrolet Camaro SS, кроме того Jaguar E-Type, Morgan AeroMax — на котором у Хаммонда произошла авария 9 августа 2009 года и Dodge Challenger, который он купил в одной из поездок в США. А также Opel Kadett A, привезённый им из Африки после съёмок спец. выпуска Top Gear в Ботсване.

### Личная жизнь
Хаммонд женат с 2002 года и имеет двух дочерей: Изабеллу и Уиллоу. Семья живёт в Херефордшире и имеет апартаменты в Лондоне. У них есть восемь лошадей, шесть собак, четыре кошки, две козы, множество овец и уток.

## Радио- и телевизионная карьера
На заре своей карьеры Ричард Хаммонд работал на нескольких радиостанциях, перед тем как прийти к текущим дневным шоу о стиле жизни и программам об автомобилях на телеканале Men & Motors.

### Top Gear
Ричард Хаммонд стал ведущим «Top Gear» в 2002 году, когда шоу обрело свой специфический формат. Иногда соведущие «Top Gear» и фанаты называли его «Hamster» (рус. хомяк). Впоследствии он дважды подтверждал своё прозвище. В одной из серий седьмого сезона Ричард съел картонную табличку, имитируя мимику и поведение хомяка. Во время съёмок одного из эпизодов «Top Gear» Хаммонд нашёл в Marcos TSO GT2 комплект для отбеливания зубов и после убеждений Джереми Кларксона испытал его на себе. Его зубы стали белоснежными, Джереми Кларксон часто после этого подкалывал его.

#### Автомобильная авария на Драгстере

Хаммонд на Vampire в момент когда у него прокололось колесо.

20 сентября 2006 года Хаммонд получил серьёзные повреждения в автомобильной аварии на съёмках для передачи «Top Gear» на бывшем аэродроме Королевских ВВС возле Йорка. Он пилотировал автомобиль Vampire на реактивной тяге, который теоретически способен ездить со скоростью до 500,5 км/ч (311 миль/ч).
В соответствии с некоторыми источниками, он не пытался побить Британский рекорд скорости на суше, однако эти заявления, сделанные владельцем 'Event Fire Services' которая была нанята для обеспечения безопасности, не в полной мере вызывают доверие. В момент аварии он двигался со скоростью 464 км/ч (288 миль/ч). Полиция Северного Йоркшира сообщила, что они «получили сообщение от пожарной службы, что мужчина зажат в перевёрнутой гоночной машине, которая ехала по аэродрому» Он был эвакуирован на вертолёте в госпиталь Лидса, где был обследован специалистами неврологического отделения. Врачи характеризовали его состояние, как «серьёзное, но стабильное».
Спустя некоторое время Sky News и BBC News сообщили, что он попал в аварию на автомобиле Vampire с двигателем Роллс-Ройс, очень похожем на машину, которой принадлежит британский рекорд скорости на суше 300,3 миль/ч (488,11 км/ч).
В первой серии 9 сезона, 28 января 2007 года после аварии на высокой скорости, Хаммонд вернулся как герой. Для приветствия в студии поместили большую надпись «Добро пожаловать», около него танцевали полуобнажённые девушки, а сам он спускался с лестницы под громкие аплодисменты и фейерверк. В шоу также показали его аварию, заметки газет и журналов. Хаммонд попросил больше никогда не упоминать об аварии в шоу, но Кларксон все равно несколько раз вспоминал эту аварию. Он сказал своим коллегам: «Единственная разница между мной сейчас и до аварии, то, что я теперь люблю сельдерей».

### Головоломы
В 2003 году Хаммонд стал первым ведущим Brainiac: Science Abuse, к нему присоединился Джон Тикл и Шарлотта Хадсон. После окончания четвёртого сезона Ричард Хаммонд ушёл из шоу, его место занял Вик Ривз.

### The Grand Tour
Весной 2015 года, после увольнения Джереми Кларксона из программы «Top Gear», его коллеги — Джеймс Мэй и Ричард Хаммонд, а также продюсер Энди Уилман, покинули шоу. Долгое время ходили слухи, что троица создаст собственное автомобильное шоу, пока в июле 2015 не стало известно, что все они подписали договор с Amazon. Премьера первого сезона нового шоу, названного «The Grand Tour» состоялась 18 ноября 2016 года. В декабре 2018 года, после окончания съёмок третьего сезона, стало известно о продлении шоу на четвёртый сезон, однако, вместо еженедельных выпусков, шоу будет выходить в формате больших специальных эпизодов, без определённого графика.

#### Авария в Швейцарии
10 июня 2017 года Ричард Хаммонд доставлен в больницу после серьёзного ДТП во время соревнований по подъёму на холм в швейцарском Санкт-Галлене. Как сообщили местные СМИ, 47-летний Хаммонд был за рулём спорткара Rimac Concept One стоимостью 1 миллион долларов. При подъёме на холм он вылетел с дороги и перевернулся. Мощность этого автомобиля — более тысячи лошадиных сил. Суперкар после аварии загорелся и впоследствии был полностью уничтожен, при этом Хаммонд успел покинуть салон до пожара, но сломал колено. Подъём на холм происходил во время съёмок серии для второго сезона шоу «The Grand Tour».

### Большое и Ричард Хаммонд
В начале 2020 года Ричард Хаммонд вернулся на телеэкраны после трёхлетнего перерыва. Он стал ведущим собственной передачи «Большое и Ричард Хаммонд» на канале Discovery. В этой программе ведущий путешествует по миру и знакомится с самыми грандиозными и инновационными инженерными сооружениями, среди которых самолёт Lockheed C-5 Galaxy американских ВВС, огромный завод Volkswagen в Вольфсбурге, нефтедобывающая платформа в Мексиканском заливе, небоскрёб Бурдж-Халифа, суперсовременный стадион лондонской футбольной команды Тоттенхэм Хотспур и многое другое.

### Прочее
В августе 2019 года стало известно, что Ричард Хаммонд примет участие в новом 6-серийном шоу от Amazon. Его соведущим станет звезда шоу «Разрушители легенд» Тори Беллечи. В шоу "Великие Беглецы" пара ведущих окажется на необитаемом острове: им придётся применить все свои знания и умения, чтобы выбраться с острова, используя найденные на нём ресурсы и собственный труд.

## Работы

### Телевидение
| Год         | Название                                  | Статус                        |
| ----------- | ----------------------------------------- | ----------------------------- |
| 1998        | Motorweek (Men & Motors TV series)        | Ведущий                       |
| 2002 — 2015 | Top Gear                                  | Ведущий                       |
| 2002 — 2006 | Brainiac: Science Abuse                   | Ведущий                       |
| 2004 — 2005 | Crufts                                    | Ведущий                       |
| 2004 — 2005 | Should I Worry About...?                  | Ведущий                       |
| 2005        | The Gunpowder Plot: Exploding The Legend  | Ведущий                       |
| 2005        | Time Commanders                           | Ведущий                       |
| 2005        | Inside Britain’s Fattest Man              | Ведущий                       |
| 2006        | Richard Hammond's 5 O'Clock Show          | Ведущий                       |
| 2006        | Petrolheads                               | Участник состязания           |
| 2006        | School’s Out                              | Участник состязания           |
| 2006        | Richard Hammond: Would You Believe It?    | Ведущий                       |
| 2006        | Richard Hammond: The Holy Grail           | Ведущий                       |
| 2006        | Battle of the Geeks                       | Ведущий                       |
| 2007        | Last Man Standing                         | Рассказчик                    |
| 2007        | Helicopter Heroes                         | Рассказчик                    |
| 2007        | Richard Hammond Meets Evel Knievel        | Ведущий                       |
| 2008        | BBC Timewatch                             | Рассказчик                    |
| 2008        | Sport Relief                              | Ведущий                       |
| 2009        | Richard Hammond's Blast Lab               | Ведущий                       |
| 2009 — 2012 | Total Wipeout                             | Совместно с Аманда Байром     |
| 2009 — 2012 | Richard Hammond's Engineering Connections | Ведущий                       |
| 2010        | Невидимые миры Ричарда Хаммонда           | Ведущий                       |
| 2010        | Sport Relief 2010                         | Совместно с Клауди Уинклманом |
| 2010        | Hammond Meets Moss                        | Ведущий                       |
| н.в.        | Интенсивный курс Ричарда Хаммонда         | Ведущий                       |
| 2014 — 2019 | Научные глупости                          | Ведущий                       |
| 2016 — 2024 | The Grand Tour                            | Ведущий                       |
| 2020        | Большое и Ричард Хаммонд                  | Ведущий                       |
| 2021        | Великие беглецы                           | Совместно с Тори Белечи       |

### Книги

#### Авто тематика
- Hammond, Richard. What Not To Drive (англ.). — Weidenfeld & Nicolson, 2005. — P. 276. — ISBN 978-0297848004.
- Hammond, Richard. Richard Hammond's Car Confidential (англ.). — Weidenfeld & Nicolson, 2006. — P. 144. — ISBN 978-0297844457.
- Hammond, Richard. A Short History Of Caravans In The UK (англ.). — Weidenfeld & Nicolson, 2009. — P. 144. — ISBN 978-0297844464.
- Hammond, Richard. Richard Hammond's Caravan Confidential (англ.). — Weidenfeld & Nicolson, 2010. — P. 144. — ISBN 978-0753826713.

#### Детские
- Hammond, Richard. Can You Feel the Force?: Putting the Fizz Back into Physics (англ.). — Dorling Kindersley Publishers, 2006. — P. 96. — ISBN 978-1405315432.
- Hammond, Richard. Car Science (Hardback) (англ.). — Dorling Kindersley Publishers, 2008. — P. 96. — ISBN 978-1405332002.
- Hammond, Richard. Car Science (Paperback) (англ.). — Dorling Kindersley Publishers, 2008. — P. 96. — ISBN 978-0756640262.

#### Биографические
- Hammond, Richard. On The Edge: My Story (Hardback) (англ.). — Weidenfeld & Nicolson, 2007. — P. 308. — ISBN 978-0297853275.
- Hammond, Richard. On The Edge: My Story (Paperback) (англ.). — Phoenix, 2008. — P. 308. — ISBN 978-0753824047.
- Hammond, Richard. On The Edge: My Story (Abridged) (англ.). — Phoenix, 2008. — P. 256. — ISBN 978-0753823309.
- Hammond, Richard. As You Do: Adventures With Evel, Oliver And The Vice President Of Botswana (Hardback) (англ.). — Orion Publishing Co, 2008. — P. 268. — ISBN 978-0297855200.
- Hammond, Richard. As You Do: Adventures With Evel, Oliver And The Vice-President Of Botswana (Paperback) (англ.). — Orion Publishing Co, 2009. — P. 314. — ISBN 978-0753825624.
- Hammond, Richard. Or Is That Just Me? (Hardback) (англ.). — Phoenix, 2009. — P. 256. — ISBN 978-0297855217.
- Hammond, Richard. Or Is That Just Me? (Paperback) (англ.). — Phoenix, 2010. — P. 352. — ISBN 978-0753825624.